# Bahnstrecke Wusterwitz–Görzke
| Der Südteil der Strecke ist heute ein Radweg, der Schotter blieb erhalten. |                        |                                                  |                                                  |
| Streckennummer: | 6886                   |                                                  |                                                  |
| Kursbuchstrecke: | 183g (1934) 705 (1968) |                                                  |                                                  |
| Spurweite: | 1435 mm (Normalspur)   |                                                  |                                                  |
| |                        |                                                  |                                                  |
| \| \| \| von Berlin \| \| \| \| 0,0 \| Wusterwitz \| Wusterwitz \| \| \| \| nach Magdeburg \| \| \| \| 4,3 \| Warchau \| Warchau \| \| \| 9,0 \| Rogäsen \| Rogäsen \| \| \| \| nach Karow (Kr Genthin) \| \| \| \| 13,3 \| Bücknitz \| Bücknitz \| \| \| 15,4 \| Ziesar bis 1916 \| Ziesar bis 1916 \| \| \| 16,2 \| Ziesar ab 1916; von ca. 1930 bis 1965 Ziesar Hbf \| Ziesar ab 1916; von ca. 1930 bis 1965 Ziesar Hbf \| \| \| \| nach Güsen \| \| \| \| 18,7 \| Köpernitz (Landkr Brandenburg) \| Köpernitz (Landkr Brandenburg) \| \| \| 21,8 \| Buckau (Landkr Brandenburg) \| Buckau (Landkr Brandenburg) \| \| \| 23,0 \| Birkenreismühle \| Birkenreismühle \| \| \| 25,1 \| Rottstock-Struvenberg \| Rottstock-Struvenberg \| \| \| 27,9 \| Görzke \| Görzke \| |                        |                                                  |                                                  |
| Strecke |                        | von Berlin                                       | von Berlin                                       |
| Bahnhof | 0,0                    | Wusterwitz                                       | Wusterwitz                                       |
| Abzweig ehemals geradeaus und nach rechts |                        | nach Magdeburg                                   | nach Magdeburg                                   |
| Bahnhof (Strecke außer Betrieb) | 4,3                    | Warchau                                          | Warchau                                          |
| Bahnhof (Strecke außer Betrieb) | 9,0                    | Rogäsen                                          | Rogäsen                                          |
| Abzweig geradeaus und nach rechts (Strecke außer Betrieb) |                        | nach Karow (Kr Genthin)                          | nach Karow (Kr Genthin)                          |
| Bahnhof (Strecke außer Betrieb) | 13,3                   | Bücknitz                                         | Bücknitz                                         |
| Bahnhof (Strecke außer Betrieb) | 15,4                   | Ziesar bis 1916                                  | Ziesar bis 1916                                  |
| Bahnhof (Strecke außer Betrieb) | 16,2                   | Ziesar ab 1916; von ca. 1930 bis 1965 Ziesar Hbf | Ziesar ab 1916; von ca. 1930 bis 1965 Ziesar Hbf |
| Abzweig geradeaus und nach rechts (Strecke außer Betrieb) |                        | nach Güsen                                       | nach Güsen                                       |
| Bahnhof (Strecke außer Betrieb) | 18,7                   | Köpernitz (Landkr Brandenburg)                   | Köpernitz (Landkr Brandenburg)                   |
| Bahnhof (Strecke außer Betrieb) | 21,8                   | Buckau (Landkr Brandenburg)                      | Buckau (Landkr Brandenburg)                      |
| Haltepunkt / Haltestelle (Strecke außer Betrieb) | 23,0                   | Birkenreismühle                                  | Birkenreismühle                                  |
| Bahnhof (Strecke außer Betrieb) | 25,1                   | Rottstock-Struvenberg                            | Rottstock-Struvenberg                            |
| Kopfbahnhof Streckenende (Strecke außer Betrieb) | 27,9                   | Görzke                                           | Görzke                                           |

Die Bahnstrecke Wusterwitz–Görzke, auch Buckautalbahn genannt, war eine eingleisige Nebenbahn im heutigen Bundesland Brandenburg. Im Personenverkehr war sie bis Anfang der 1970er Jahre in Betrieb, der Güterverkehr wurde auf dem Südabschnitt der Strecke bis in die 1990er Jahre aufrechterhalten. Die verbliebenen Reste der Strecke zwischen Rogäsen und Görzke und eine im Bahnhof Görzke abgestellte Lokomotive stehen als ortsübergreifendes Denkmal „Buckautalbahn“ auf der Denkmalliste des Landes Brandenburg, das Empfangsgebäude und mehrere Nebengebäude des Bahnhofs Ziesar sind als Einzeldenkmal ausgewiesen.

## Geschichte

### Vorgeschichte und Bau
Die Stadt Ziesar hatte im Jahre 1896 Eisenbahnanschluss mit einer Strecke der schmalspurigen Kleinbahnen des Kreises Jerichow I
aus Richtung Burg bekommen. Die örtliche Wirtschaft war jedoch eher an einer Verbindung in Richtung Brandenburg an der Havel interessiert. Ursprüngliche Planungen sahen einen Weiterbau der Schmalspurbahn in Richtung Brandenburg vor, diese wurden jedoch nicht verwirklicht. In Ziesar war die Bahntrasse entsprechend vorbereitet worden, die Züge aus Burg endeten, nachdem sie den Bahnhof Ziesar West am nordwestlichen Rand der Innenstadt passiert hatten, in einem Bahnhof Ziesar Ost am Stadtrand an der geplanten Verlängerung nach Brandenburg. Östlich von Ziesar hatte es bereits einige Vorarbeiten für die Streckenverlängerung gegeben. Der Weiterbau in Richtung Brandenburg scheiterte vor allem am Widerstand der Stadt Burg, die Konkurrenz für die ortsansässigen Händler befürchtete.
Später sah man auch in Ziesar Vorteile in einer regelspurigen Anbindung der Stadt. Insbesondere für die im Raum Ziesar und Görzke stark verbreite Töpfer- und Tonindustrie sah man das Umladen zwischen Schmal- und Regelspurwagen als hinderlich an. Am 21. Mai 1901 wurde die Kleinbahn-AG Ziesar – Großwusterwitz (KZG) gegründet und eröffnete bereits am 1. Oktober des gleichen Jahres die Strecke von Großwusterwitz (heute Wusterwitz) an der Bahnstrecke Berlin–Magdeburg nach Ziesar. Die Betriebsführung übernahm zunächst die Firma Lenz & Co., die sich auch an der KZG beteiligt hatte. Bereits in den ersten Jahren beförderte die KZG 13000 Personen und 4700 Tonnen Güter und erwirtschafte einen Betriebsüberschuss von 5600 Mark. Der ursprüngliche Bahnhof in Ziesar lag neben dem Endpunkt Ziesar Ost der Schmalspurbahn im Nordosten der Stadt deutlich außerhalb des Zentrums. 1908 ging die Betriebsführung der KZG von Lenz & Co. auf die Kleinbahnabteilung des Provinzialverbandes Sachsen in Merseburg über.

### Erweiterungen

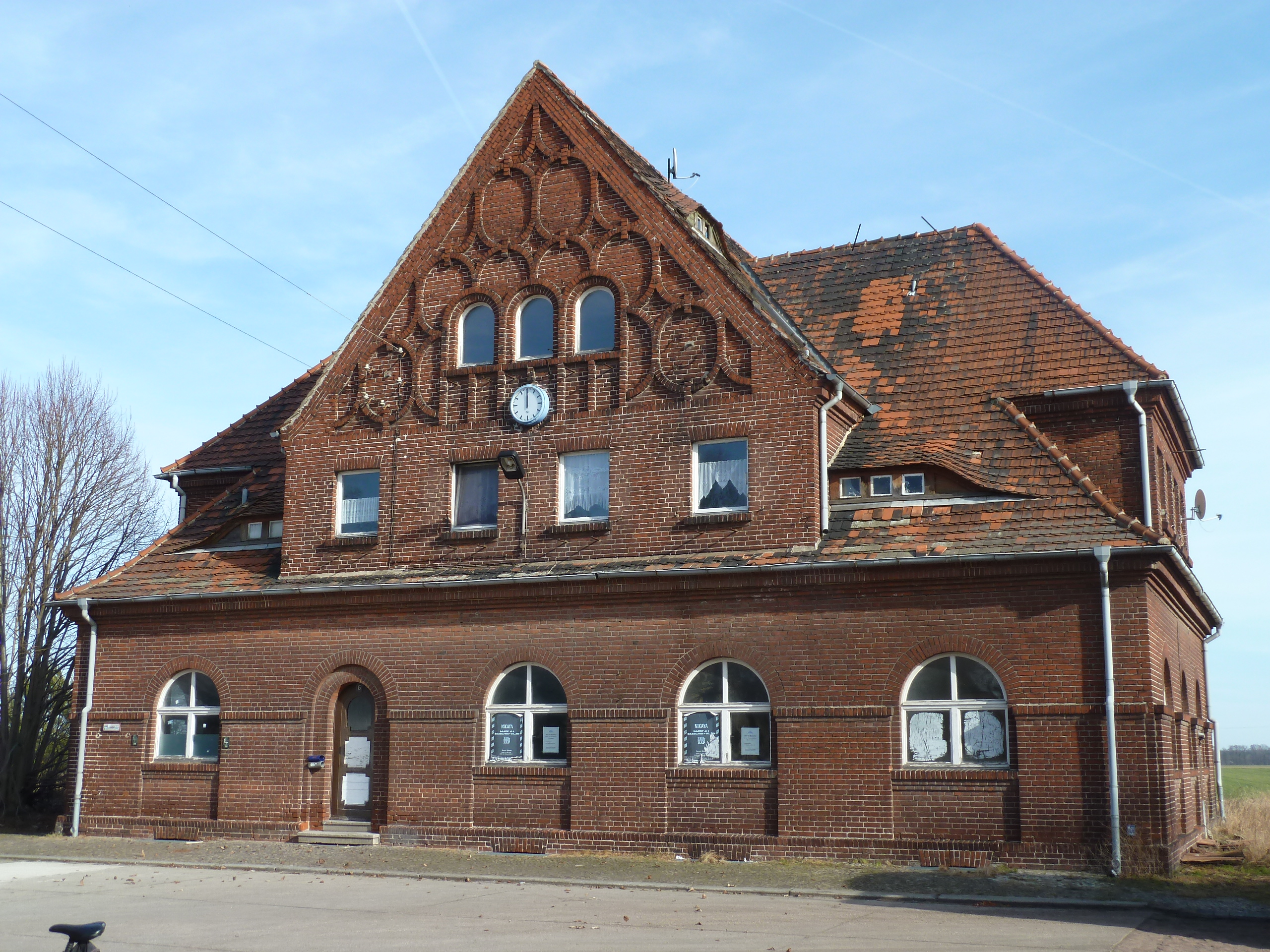
Denkmalgeschütztes Bahnhofsgebäude von Ziesar von 1916

Am 11. August 1911 wurde von der mittlerweile Kleinbahn-AG Großwusterwitz – Ziesar – Görzke (ab 1914 Ziesarer Kleinbahn) genannten Gesellschaft die Strecke bis Görzke verlängert. Am 4. Februar 1912 ging eine kurze Stichstrecke von Rogäsen nach Karow in Betrieb. Auch die Orte westlich von Ziesar forderten den Anschluss an die Eisenbahn. Durch den Ersten Weltkrieg verzögerte sich der Bau der Bahnstrecke von Ziesar nach Güsen an der Berlin-Magdeburger Eisenbahn um einige Zeit. Am 15. September 1916 ging der Abschnitt von Ziesar nach Tucheim für den Güterverkehr und am 21. Oktober für den Personenverkehr in Betrieb, am 2. April 1917 war die Gesamtstrecke bis Güsen fertig. Die KZG benannte sich in Ziesarer Kleinbahn um. 1915/16 beförderte das Unternehmen 36000 Passagiere und 76500 Tonnen Güter.
Im Zusammenhang mit der neuen Strecke nach Güsen wurde der Bahnhof in Ziesar um 800 Meter nach Süden näher an das Stadtzentrum verlegt, auch die Einbindung der Schmalspurstrecke wurde entsprechend angepasst. Der neue Bahnhof wurde als Ziesar Hauptbahnhof bezeichnet. 1923 fusionierten die Ziesarer Kleinbahnen mit den Genthiner Kleinbahnen zur Kleinbahn AG Genthin-Ziesar. In den 1920er Jahren gab es weitere Projekte zur Netzverlängerung, unter anderem von Görzke weiter zum Bahnhof Wiesenburg (Mark), die jedoch nicht verwirklicht wurden. Diese Projekte waren teilweise bereits beim Bau der Strecke nach Görzke entworfen worden und wurden in den 1930er Jahren erneut diskutiert. Die Gleisanlagen des Bahnhofs Görzke waren bereits für eine mögliche Verlängerung ausgelegt worden. Ebenso geplant, aber nicht verwirklicht, wurde eine Umspurung des Schmalspurnetzes. Der Personenverkehr auf der Schmalspurbahn endete seit 1930 bereits am Ziesarer Westbahnhof, so dass keine direkte Verknüpfung mehr zu den Regelspurzügen bestand. Nach Ende des Zweiten Weltkriegs endete auch der Güterverkehr der Schmalspurbahn bereits in Ziesar West.

### Nach dem Zweiten Weltkrieg

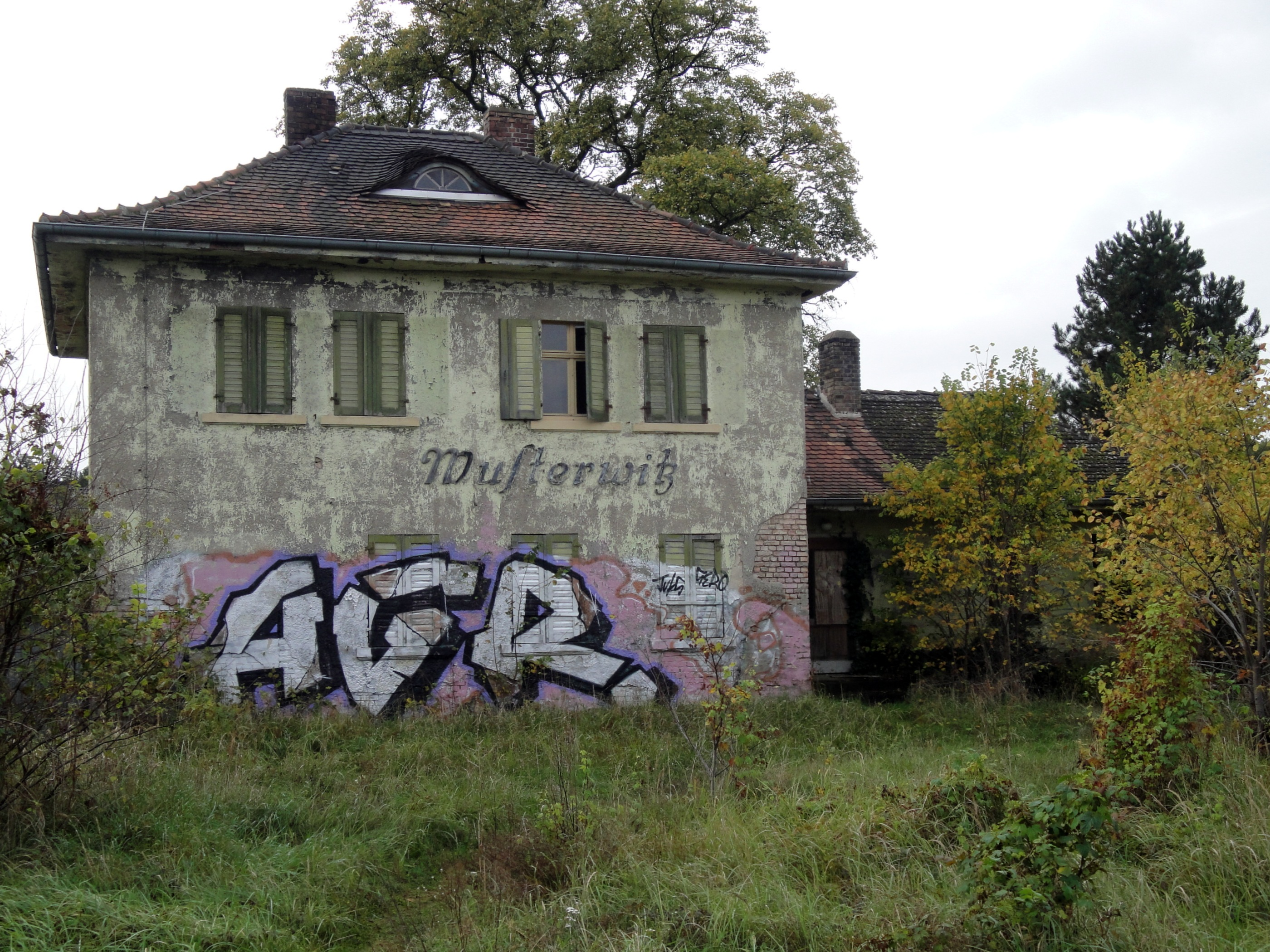
Kleinbahn-Bahnhof Wusterwitz

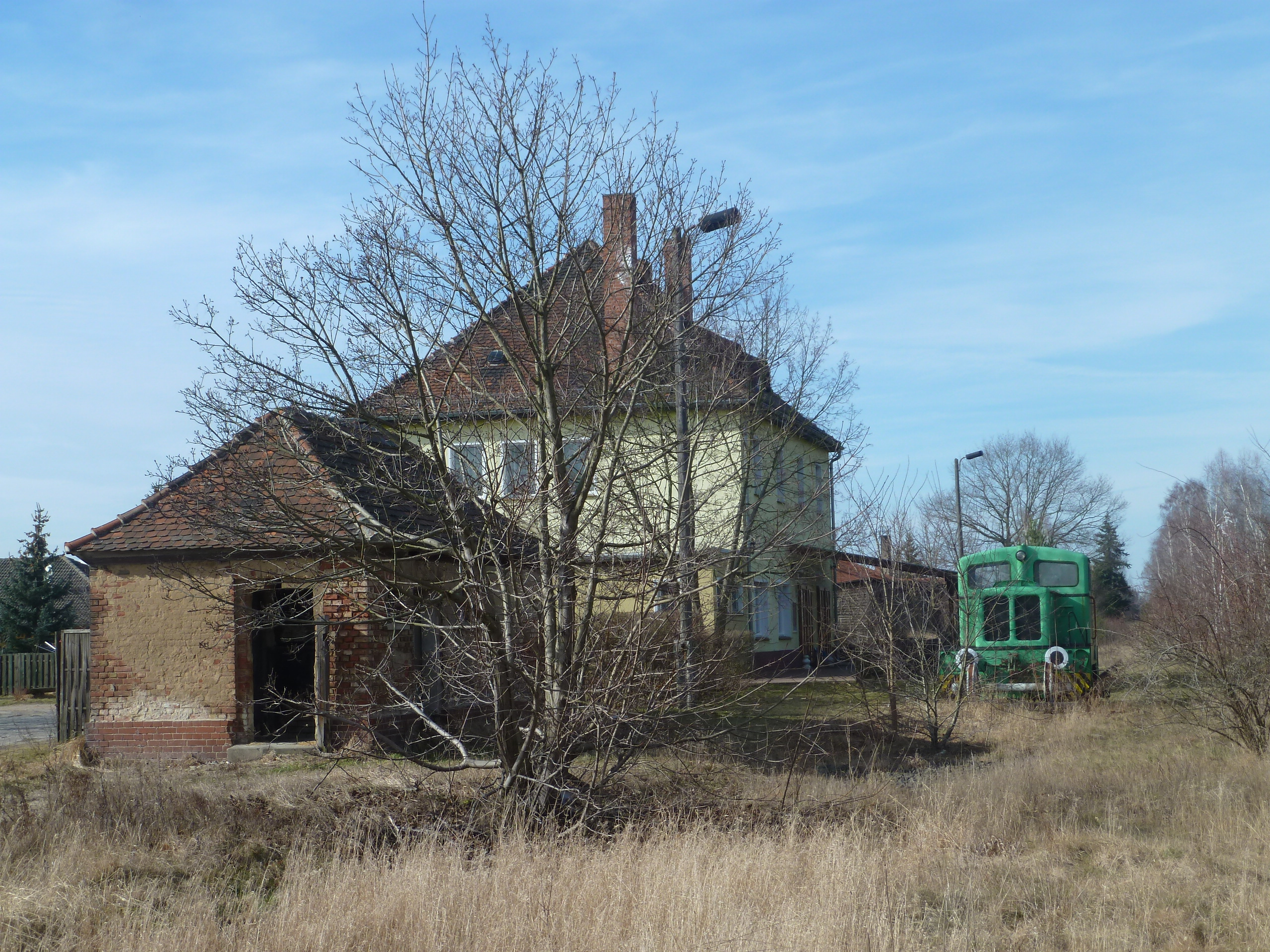
Bahnhof Görzke, seit 1973 nur noch im Güterverkehr bedient

Zwischen Wusterwitz, Ziesar und Görzke wurde der Verkehr nach Kriegsende am 22. Mai 1945 wieder aufgenommen. Die abzweigende Strecke wurde 1951 stillgelegt und anschließend abgebaut. Im Zuge einer Verwaltungsreform kamen im Jahre 1952 die Orte an der Strecke, die früher zum Landkreis Jerichow II (ab 1950 Kreis Genthin) in der Provinz Sachsen (ab 1947 Land Sachsen-Anhalt) gehörten, zum Bezirk Potsdam und damit 1990 zum Bundesland Brandenburg.
Mit dem Ausbau des Straßennetzes und entsprechendem Busverkehr ging die Nachfrage im Personenverkehr nach und nach zurück. Zwischen Wusterwitz und Ziesar endete der Personenverkehr am 23. Mai 1971, zwischen Ziesar und Görzke am 29. September 1973. Der Nordabschnitt der Strecke wurde daraufhin von Wusterwitz ausgehend abgebaut. Wegen eines defekten Abbaukrans kam man nur bis zum Kilometer 6,3. Das restliche Gleis wurde zum Abstellen von Güterwagen verwendet.
Im Güterverkehr wurde der südliche Streckenabschnitt weiter betrieben, wobei Ziesar dann nur über Güsen erreicht wurde. Vor allem die sowjetische Armee in Buckau und bei Ziesar sowie die Holzverarbeitung in Görzke sorgten für das Güterverkehrsaufkommen. Nach der Wende und mit dem Abzug der sowjetischen Streitkräfte wurde der Güterverkehr zwischen Ziesar und Görzke 1994 eingestellt und der Abschnitt zum 30. April 1996 stillgelegt. Der nach der Deutschen Wiedervereinigung 1989 aufgebaute Versandstandort der Firmen Quelle und Schöpflin in Bücknitz nutzte den Gleisanschluss für den Güterverkehr. Der Abschnitt von dort bis Ziesar wurde jedoch zum 31. Oktober 1999 ebenfalls offiziell stillgelegt. Der Bahnhof Ziesar blieb bis 1999 noch für die Züge aus Güsen in Betrieb. Nachdem 2003 die Schienen als Folge eines Diebstahls demontiert worden waren, wurden die erhaltenen Teile der Strecke Ende 2004 unter Denkmalschutz gestellt. 2011 wurde auf dem südlichen Streckenabschnitt ein Radweg eröffnet.
Der Personenverkehr war während der gesamten Betriebszeit der Strecke nur mäßig und belief sich je nach Streckenabschnitt und Wochentag meistens auf vier bis fünf Zugpaare am Tag. Es verkehrte stets nur ein Teil der Züge durchgehend über die Gesamtstrecke, die anderen fuhren nur zwischen Wusterwitz und Ziesar bzw. Ziesar und Görzke oder hatten lange Standzeiten in Ziesar.

## Streckenverlauf

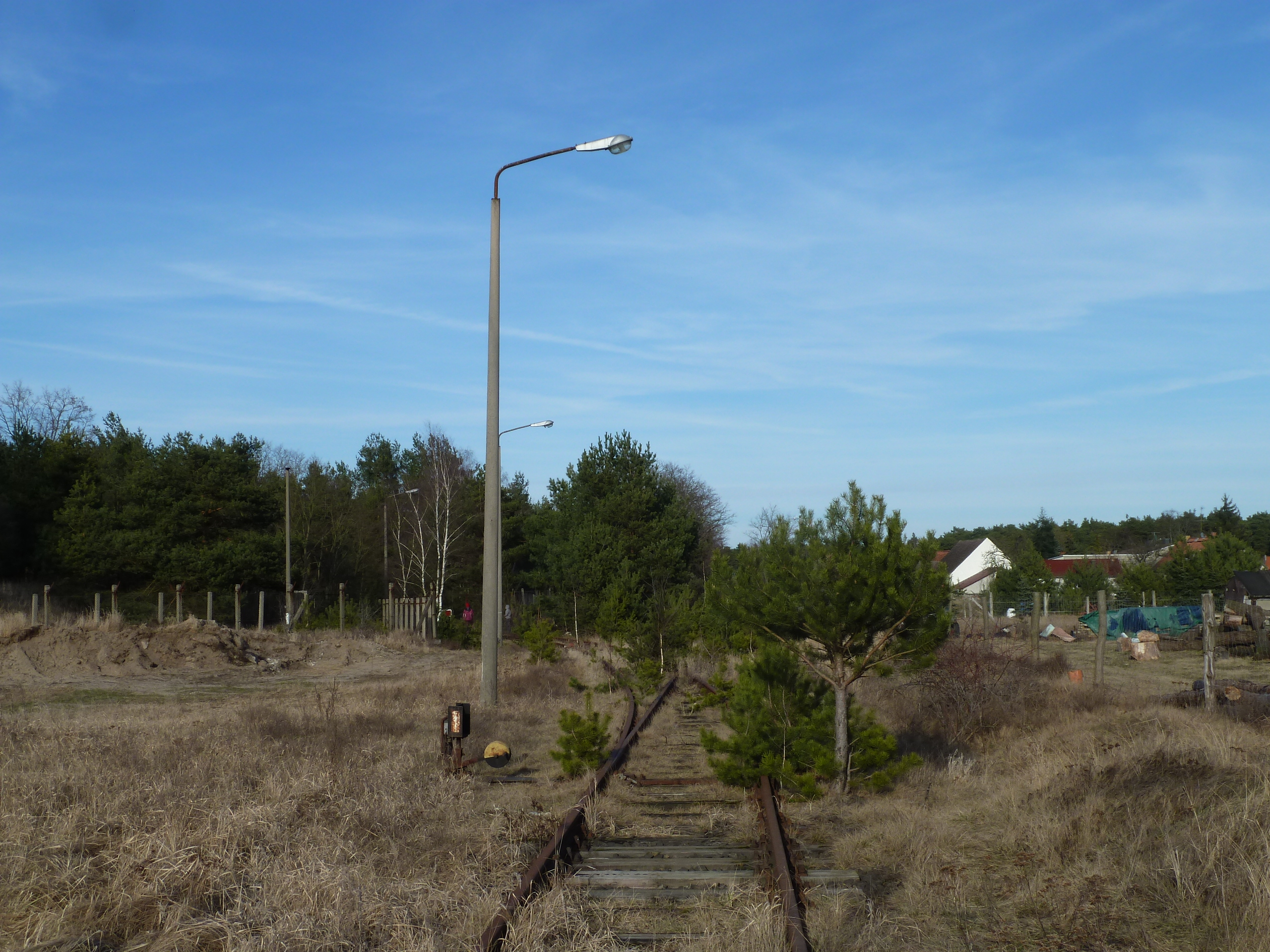
Denkmalgeschützter Gleisrest zum Anschluss zum Quelle-Lager in Bücknitz

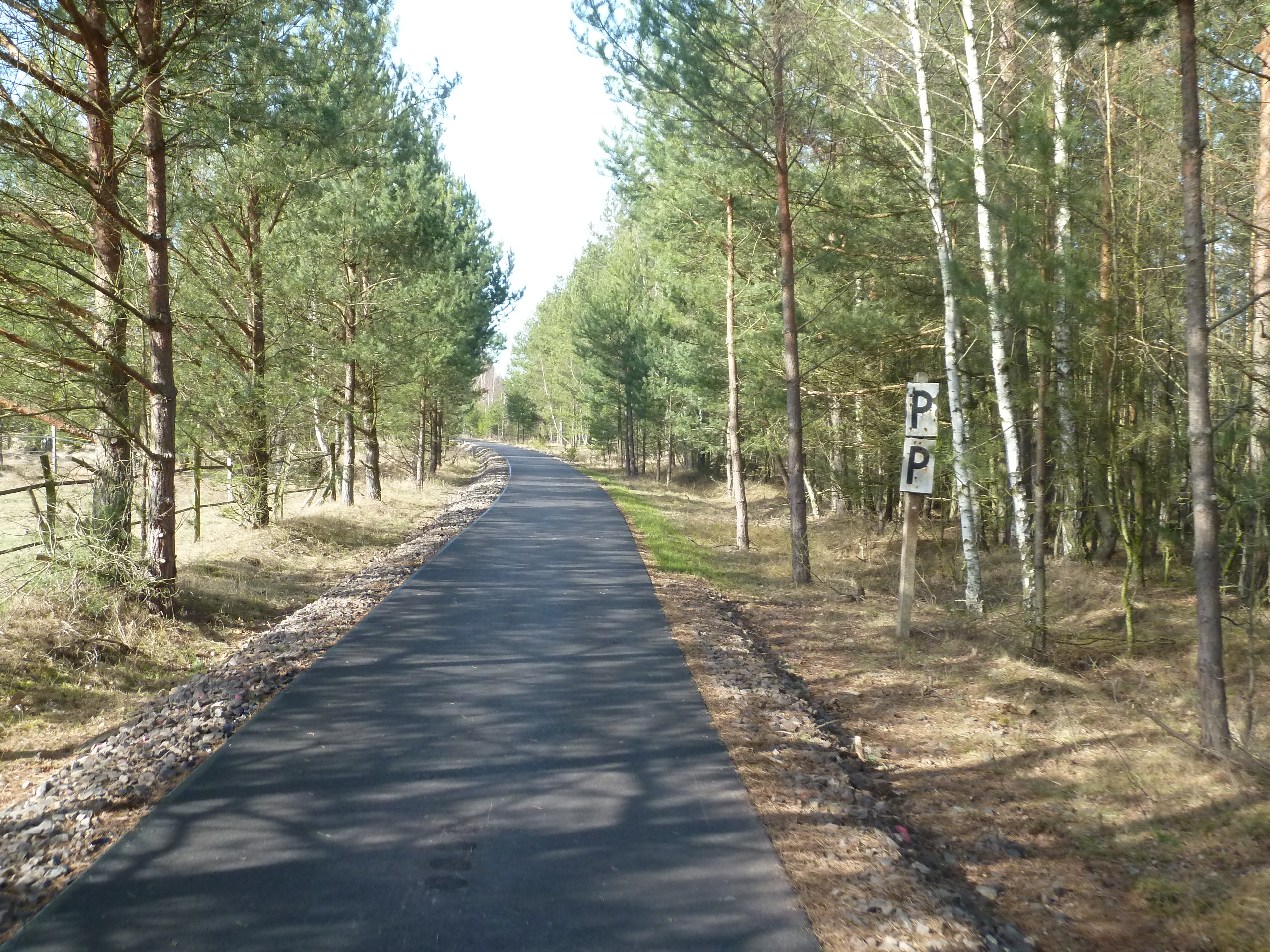
Radweg auf der Trasse mit alter Signaltafel

Die Strecke begann am Bahnhof Wusterwitz (bis 1952 Großwusterwitz) südlich des Bahnhofs der Staatsbahn. Die Kleinbahn besaß ein eigenes Empfangsgebäude. Es existiert noch, ist aber ungenutzt (Stand Anfang 2012). Von dort verlief die Strecke zunächst ein Stück parallel zur Staatsbahn nach Westen, wendete sich dann nach Südwesten in Richtung Warchau und weiter nach Süden nach Rogäsen. Dort wendete sich die Strecke wieder nach Westen zum deutlich außerhalb des Dorfes gelegenen Bahnhof Rogäsen (anfangs Rogäsen-Zitz, nach dem Zweiten Weltkrieg zeitweise Rögäsen (b Magdeburg) genannt). Der Bahnhof hatte zunächst zwei Durchgangsgleise und wurde beim Bau der Strecke nach Karow (Kr Genthin) um ein drittes Gleis erweitert. Das Empfangsgebäude existiert nicht mehr, heute befinden sich dort Anlagen einer Waffelfabrik.
Während hinter Rogäsen die Strecke nach Karow nach Westen verlief, knickte die Strecke nach Görzke nach Süden ab und verlief durch das Fiener Bruch nach Bücknitz. Das dortige Bahnhofsgebäude existiert nicht mehr, jedoch sind einige Gleisanlagen mit dem Anschluss zum ehemaligen Quelle-Lager erhalten. Von dort führte die Strecke weiter nach Ziesar. Das bis 1916 genutzte Ziesarer Empfangsgebäude an der Verzweigung der Straßen nach Bücknitz und Brandenburg ist heute Wohnhaus. 800 Meter südlich davon liegt der spätere Ziesarer Bahnhof, von 1916 bis Mitte der 1960er Jahre Ziesar Hbf genannt. Das Gebäude des Ziesarer Hauptbahnhofs wird teilweise noch für Wohnzwecke genutzt, ansonsten steht es ebenso leer wie die übrigen Anlagen des Bahnhofs, insbesondere der einige hundert Meter südlich gelegenen denkmalgeschützte Lokschuppen mit Wasserturm. Südlich des Bahnhof Ziesar zweigte die Strecke nach Güsen nach Westen ab.
Die Bahnhöfe in Köpernitz, Buckau und Rottstock-Struvenberg verfügten über jeweils 60 Meter lange Ladegleise. In Buckau gab es einen Anschluss zu einem Objekt der sowjetischen Armee. Die Bahnhofsgebäude in Köpernitz und Buckau werden als Wohnhaus genutzt. Im Bahnhof Görzke befindet sich eine Gaststätte.
Auf dem südlichen Abschnitt der Strecke zwischen der Brücke unter der Bundesautobahn 2 bis zum Ortseingang von Görzke wurde im Jahre 2011 ein Radweg auf der Trasse eröffnet. Als Erinnerung an den einstigen Zweck der Trasse liegt der Schotter neben dem Asphalt des Radwegs.
Die erhaltenen Reste der Strecke: „Buckautalbahn, Streckenstück, einschließlich Anschlussgleis zum ehemaligen Quelleauslieferungslager in Bücknitz und Endpunkt Görzke sowie dort aufgestellte Diesellok“ stehen auf der Denkmalliste des Landes Brandenburg. Als Einzeldenkmal wird in Ziesar der „Hauptbahnhof (Neuer Ostbahnhof), mit Empfangsgebäude, Güterschuppen, Toilettengebäude und doppelständigem Lokschuppen mit Wasserturm“ seit 1996 auf der Denkmalliste geführt.